# Herb powiatu sławieńskiego
Herb powiatu sławieńskiego – jeden z symboli powiatu sławieńskiego, ustanowiony 30 sierpnia 2001.

## Wygląd i symbolika
Herb przedstawia na tarczy w polu czerwonym wizerunek srebrnego rybogryfa ze złotym dziobem, trzymającego w złotych szponach szachownicę błękitno-złotą.